# Ash-Shellati
 (septembre 2024).
La mise en forme du texte ne suit pas les recommandations de Wikipédia : il faut le « wikifier ».
Les points d'amélioration suivants sont les cas les plus fréquents. Le détail des points à revoir est peut-être précisé sur la page de discussion.
- Les titres sont pré-formatés par le logiciel. Ils ne sont ni en capitales, ni en gras.
- Le texte ne doit pas être écrit en capitales (les noms de famille non plus), ni en gras, ni en italique, ni en « petit »…
- Le gras n'est utilisé que pour surligner le titre de l'article dans l'introduction, une seule fois.
- L'italique est rarement utilisé : mots en langue étrangère, titres d'œuvres, noms de bateaux, etc.
- Les citations ne sont pas en italique mais en corps de texte normal. Elles sont entourées par des guillemets français : « et ».
- Les listes à puces sont à éviter, des paragraphes rédigés étant largement préférés. Les tableaux sont à réserver à la présentation de données structurées (résultats, etc.).
- Les appels de note de bas de page (petits chiffres en exposant, introduits par l'outil «  Source ») sont à placer entre la fin de phrase et le point final[comme ça].
- Les liens internes (vers d'autres articles de Wikipédia) sont à choisir avec parcimonie. Créez des liens vers des articles approfondissant le sujet. Les termes génériques sans rapport avec le sujet sont à éviter, ainsi que les répétitions de liens vers un même terme.
- Les liens externes sont à placer uniquement dans une section « Liens externes », à la fin de l'article. Ces liens sont à choisir avec parcimonie suivant les règles définies. Si un lien sert de source à l'article, son insertion dans le texte est à faire par les notes de bas de page.
- La présentation des références doit suivre les conventions bibliographiques. Il est recommandé d'utiliser les modèles {{Ouvrage}}, {{Chapitre}}, {{Article}}, {{Lien web}} et/ou {{Bibliographie}}. Le mode d'édition visuel peut mettre en forme automatiquement les références.
- Insérer une infobox (cadre d'informations à droite) n'est pas obligatoire pour parachever la mise en page.

Pour une aide détaillée, merci de consulter Aide:Wikification.
Si vous pensez que ces points ont été résolus, vous pouvez retirer ce bandeau et améliorer la mise en forme d'un autre article.
Mohammad Ben Ali Sherif Ash-Shellātī est un astronome,mathématicien et savant Algérien Kabyles du 18e siècle.
Auteur de l'un des traités d'astronomie les plus connus en Algérie a été rédigé dans la deuxième moitié du XVIIIe siècle à la Zawiyya de Chellata, située dans la Vallée de la Soummam. Cet institut, selon Henri Aucapitaine, était considéré comme « l’un des centres religieux et scientifiques les plus renommés de l’Afrique Septentrionale ».
En plus de ses enseignements coraniques, la Zawiyya de Chellata est également réputée pour avoir été le lieu d’activité d'un astronome renommé, Mohammad Ben Ali Sherif Ash-Shellati, qui fut le commentateur d’as-Susi,.

## Biographie
Pour cerner avec précision la personnalité d'Ash-Shellati, il est essentiel d'étudier son traité. Dans ses écrits, il donne de nombreuses informations sur sa vie, ses études, son niveau et son parcours. Mohammad Ben Ali Sherif Zwawi Ash-Shellati "est né, a vécu, et demeure à Chellata". À travers ses écrits, transparaît une grande modestie : « Je ne possède du savoir que le Mukhtasar Khalil ».
Ce texte de référence en Fiqh correspondait déjà à un niveau d'érudition avancé. Ash-Shellātī aurait suivi une formation accélérée (Madrassat al-Mukhtassar) à un endroit non identifié, probablement la Zawiyya de Thaslent. Celle-ci, également appelée Zawiyya de Sidi Sa`id b. Abi Dawud d’Akbou, était, en Algérie centrale et orientale, la meilleure de toutes les Zawiyya des trois derniers siècles.
Ash-Shellātī était un expert en astronomie et astrologie, et il était la principale source pour la détermination des dates (fêtes religieuses, périodes de culture, etc.) dans toute la région. Il a également bénéficié des connaissances de son père, un érudit décédé probablement en 1772, et dont il a utilisé les tableaux et graphiques. Ses écrits incluaient de nombreuses observations, telles que celle d'un tremblement de terre en 1758. Ash-Shellātī est l'auteur d'un ouvrage de Tawhīd en langue berbère, qui lui est attribué par le biographe ‘Adal Nwīhadh.

## Travaux

### Traité d'Astronomie
Dans la deuxième moitié du 18e siècle, Mohammad Ben Ali Sherif Ash-Shellātī a rédigé un traité d'astronomie intitulé *Ma’ālim al-Istibsār* (Vue d’ensemble commentée des temps et des bienfaits des régions et des pays), vers 1778, à la demande de ses étudiants. Cet ouvrage, très célèbre en Algérie, était également connu sous le nom de « Hashiyat Ibn `Ali Sherif `ala `Ilm al-Falak Susi » ou simplement « Ben `Ali Sherif `ala al-Falak ». Il s’agit d’un commentaire du traité d'as-Susi, continuateur d'Abu Miqra.
Dans son traité, Ash-Shellātī précise son objectif : « Un ouvrage utile pour les débutants comme moi, une clé permettant d’accéder à l’ouvrage d’as-Susi, mais également d’éclairer des points abandonnés ou ignorés (par as-Susi) ». 
Il explique encore : « J’ai précisé ce qu’il a présenté, et j’ai présenté ce qu’il a oublié. Avec l’aide de Dieu, je commence par le classement… ».
La lecture du *Ma’ālim al-Istibsār* est réputée difficile. L'auteur aborde dans un même chapitre de nombreux sujets autour d'une idée centrale. Il prévient dès le début de son traité : « Je l’ai ordonné d’une façon étonnante mais suivant une bonne méthode ». 
Néanmoins, le texte peut être divisé en quatre parties principales,.
Dans l'introduction, Ash-Shellātī précise les thèmes qu'il va aborder :
1. - Étudier le mouvement apparent des astres par rapport aux constellations.
2. - Fournir des informations sur les phénomènes météorologiques et sismiques.
3. - Évoquer les événements marquants pour chaque mois ou jour déterminé.
4. - Décrire le lever et le coucher des astres et des constellations avec des
5. exemples.
6. - Réflexion sur les curiosités célestes et terrestres.
7. - Connaître le moment des cinq prières et des rituels.
8. - Détermination de la direction de la Mecque depuis n’importe quelle région.
9. - Réflexion sur les curiosités célestes et terrestres.
10. - Connaître l’année musulmane, ses mois, son utilité et ses jours.
11. - Détermination des années pleines et communes.
12. - Calculer l’arrivée de l’année chrétienne et les années bissextiles.
13. - Identifier les jours de chaleur, de froid ou intermédiaires.

### Astronomie Utilitaire et Générale
Ash-Shellātī traite des aspects pratiques de l'astronomie, tels que les calendriers lunaire et solaire, la théorie de la trépidation des fixes (Harakat al-iqbāl wa al-idbār), les saisons, les instants de prières, et les fêtes religieuses. Il mentionne que l’année musulmane commune compte 354 jours et que l’écart avec 12 lunaisons est résorbé par l’addition de 11 jours sur un cycle de 30 ans. Il place les années abondantes selon la séquence : 2, 5, 7, 10, 13, 16, 18, 21, 24, 26, 29.

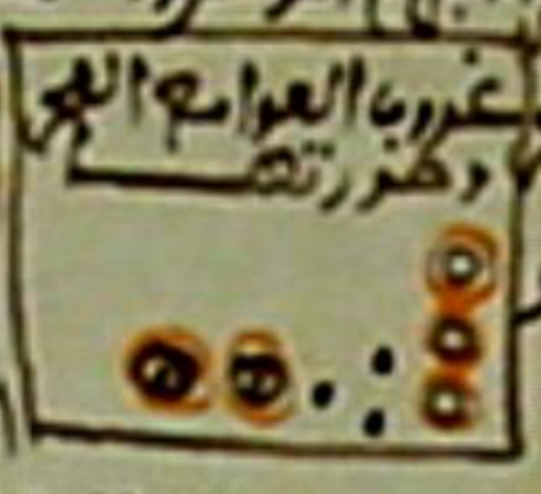
Représentation du coucher de al-‘Uwā’, élément de la constellation de la Vierge, à l’aube du 24e jour du mois de mars (Ms. B.N. Alger)

Dans cette section, il cite de nombreux ouvrages et avis d’astronomes sur des questions telles que la durée du mois synodique de la Lune, mentionnant des durées variant légèrement entre « 29 J 12 H 46 min 26 S » (29,53224 jours) et « 29 J 12 H 44 min » (29,530556 jours), très proches de la valeur réelle de 29 jours, 12 heures et 44 minutes.
Ash-Shellātī utilisait un système d’unités dans lequel le jour (Yawm) était divisé en 60 Daqīqa, chaque Daqīqa en 60 Thāniya, et chaque Thāniya en 60 Thālitha.

### Événements, Légendes et Rituels

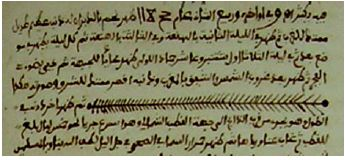
Schéma descriptif de la comète C/1769_P1 par Ash Shellati dans son Ma’lim al Istibs’r (Kabylie, 1778).

Ash-Shellātī consacre une partie de son ouvrage aux rituels, à l’étymologie des noms des mois non arabes, aux pratiques médicinales, à l’agriculture, aux légendes, et aux phénomènes météorologiques. Il fournit aussi des informations sur l’apparition et la disparition des constellations du zodiaque tout au long de l'année avec des illustrations.
Il note que des phénomènes célestes tels que l'apparition des comètes intéressaient particulièrement les gens de l'époque.
Par exemple, il mentionne une comète apparue en août 1769 dans la constellation du Taureau,la comète C/1769 P1 observée également à Paris,.

### Direction de la Mecque
Ash-Shellātī termine son traité par la détermination de la Qibla, la direction de la Kaaba (Mecque). Il examine les méthodes de nombreux astronomes et jurisconsultes, citant souvent Shihab ad-Din al-Sanhaji al-Qarafi. Il explique six méthodes pour déterminer la direction de la Mecque, incluant l'utilisation des latitudes, longitudes, pôles, planètes, et même le vent.

### L’Arithmétique d’ Ash-Shellati

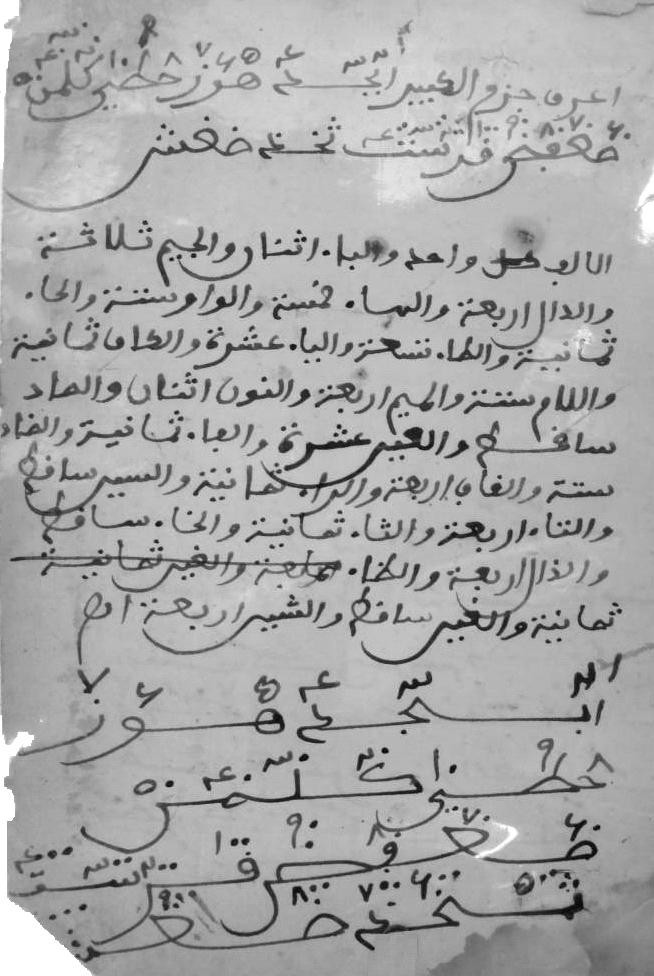
Les valeurs Abjadidu Manuscrit d'ash-Shellati

Dans une autre partie de son ouvrage, Ash-Shellati aborde divers calculs arithmétiques, notamment l'utilisation des valeurs Abjadi des lettres arabes pour représenter des nombres. Il utilise cette méthode pour transformer des phrases en valeurs numériques.

## Les maîtres d'ash-Shellati
Le principal maître d'ash-Shellati était son père, un astronome réputé qui avait réalisé des observations, des études, et des tableaux. Parmi ses contributions, il avait répertorié plusieurs événements naturels, comme le tremblement de terre en Kabylie en 1752 et une observation en 1758. Ash-Shellati mentionne avoir utilisé les travaux de son père dans ses propres recherches,.
Un autre maître d’ash-Shellati fut Muhammad b. ‘Abd al-Malak az-Zwawi, qu'il considérait comme le dernier des anciens (Khatem al-Awa'il) de sa région. Ce dernier a écrit un poème servant à déterminer la direction de la Mecque (Qibla) à partir de certaines régions de l’Afrique du Nord, telles que Bougie, Biskra, Tunis, Tlemcen, Alger, Marrakech, et Zwawa (la Kabylie),.

## Le milieu intellectuel de la région
À travers le traité Ma`alim al-Istibsar, on peut cerner le milieu intellectuel de la Kabylie aux XVIᵉ et XVIIᵉ siècles :
- Abu al-Hassan ‘Ali b. Muhammad Ibn ‘Ali al-Magribi al-Bijā’i est considéré comme l'un des éducateurs de Bougie. Il est l'auteur du traité d'astronomie utilitaire *Tabsirat am-Mubtadi’ wa Tadhkirat al-Muntahi fī Ma’rifat al-Awqāt bi-l-Hissāb min Gayri Äla wa-lā Kitāb*.
- Abu al-‘Abbas Ahmad b. Mazian az-Zwawi (vivant en 1693) a établi une règle sur l’arrivée de Yanayar sous forme de poème. Le voyageur al-Warthilani (1713 – 1779), qui connaissait son fils, raconte qu’il avait une vaste connaissance dans toutes les sciences intellectuelles et traditionnelles.
-Ahmad b. Belqassam az-Zwawi de la région de Bougie a composé sous forme de poème une méthode pour déterminer le premier jour de Yanayar. Il a également établi des tables indiquant les années bissextiles et le jour de la semaine correspondant au premier Yanayar. On ignore presque tout au sujet de cet astronome, excepté le fait qu’il était le disciple de l’un des élèves d’Ahmad b. Mazian az-Zwawi.
- Abd ar-Rahman az-Zwawi a résumé la table astronomique de Muhammad al-Najdi (m. 1750).
Muhammad al-Rahmuni (1793 – 1826), il a composé un commentaire explicatif du poème didactique al-Siraj d'al-Akhdhari, intitulé al-Muhtaj fi Sharh Ma’ani al-Siraj.
al-Yawaqit fī Ahkam al-Mawaqit de Shihab ad-Din al-Sanhaji al-Qarafi (mort en 1285).

## La Bibliothèque de la Zawiyya de Chellata
Dans son traité d’astronomie, Muhammad Ben `Ali Sherif ash-Shellati donne des informations précises sur sa contribution à l’essor de la bibliothèque de Chellata au milieu du XVIIIᵉ siècle : « J’ai assemblé tout ce que j’ai pu recueillir des diverses sciences, sur des planches et des feuillets éparpillés »
(Parmi eux, figurent des écrits sur la détermination du temps et les calendriers). Il fait apparaître ses appréhensions : « Après un long labeur consacré au recueil et à la copie, et par crainte de pertes et de disparition… ».
Plusieurs sources identifiées font état de l'importance du fonds des manuscrits de la Zawiyya de Chellata.
Par exemple, Belkacem Ben Sedira affirmait vers 1885 que "le fils de Ben `Ali Sherif lui avait fait visiter la bibliothèque de Chellata et lui avait permis d'en relever le catalogue".
Le témoignage le plus significatif est celui du géomètre français Eugène Dewulf, qui était en poste à Bougie. Ce dernier a participé à une recherche au XIXᵉ siècle visant à retrouver le manuscrit d’Ibn Hammad (1150 – 1230) sur l’histoire du Maghreb de Béjaïa. Après avoir effectué des recherches en Allemagne, en Italie et en France, Dewulf affirmait dans une correspondance datée de 1865 qu’il était sur le point de le retrouver« dans une très ancienne école Kabyle, dans la Zawiyya de Chellata »,.
Il précise que « le marabout auquel appartient cette Zawiyya m’a affirmé qu’il a en possession le manuscrit que je cherche et qu’il me l’enverra ».
Malheureusement, la bibliothèque de Chellata a été brûlée en 1957 par l’armée coloniale,.